# Don Winslow

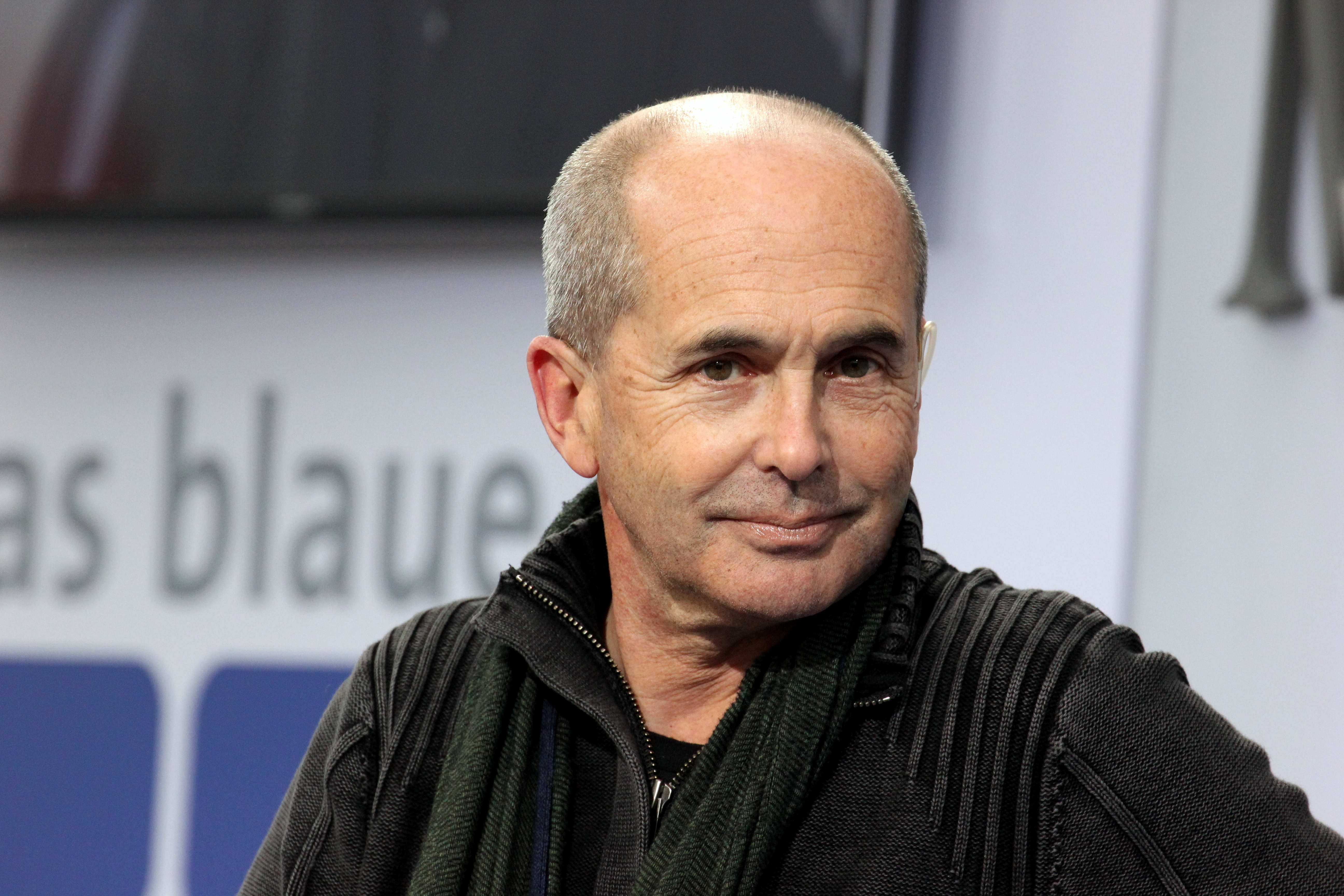
Don Winslow auf der Leipziger Buchmesse 2016

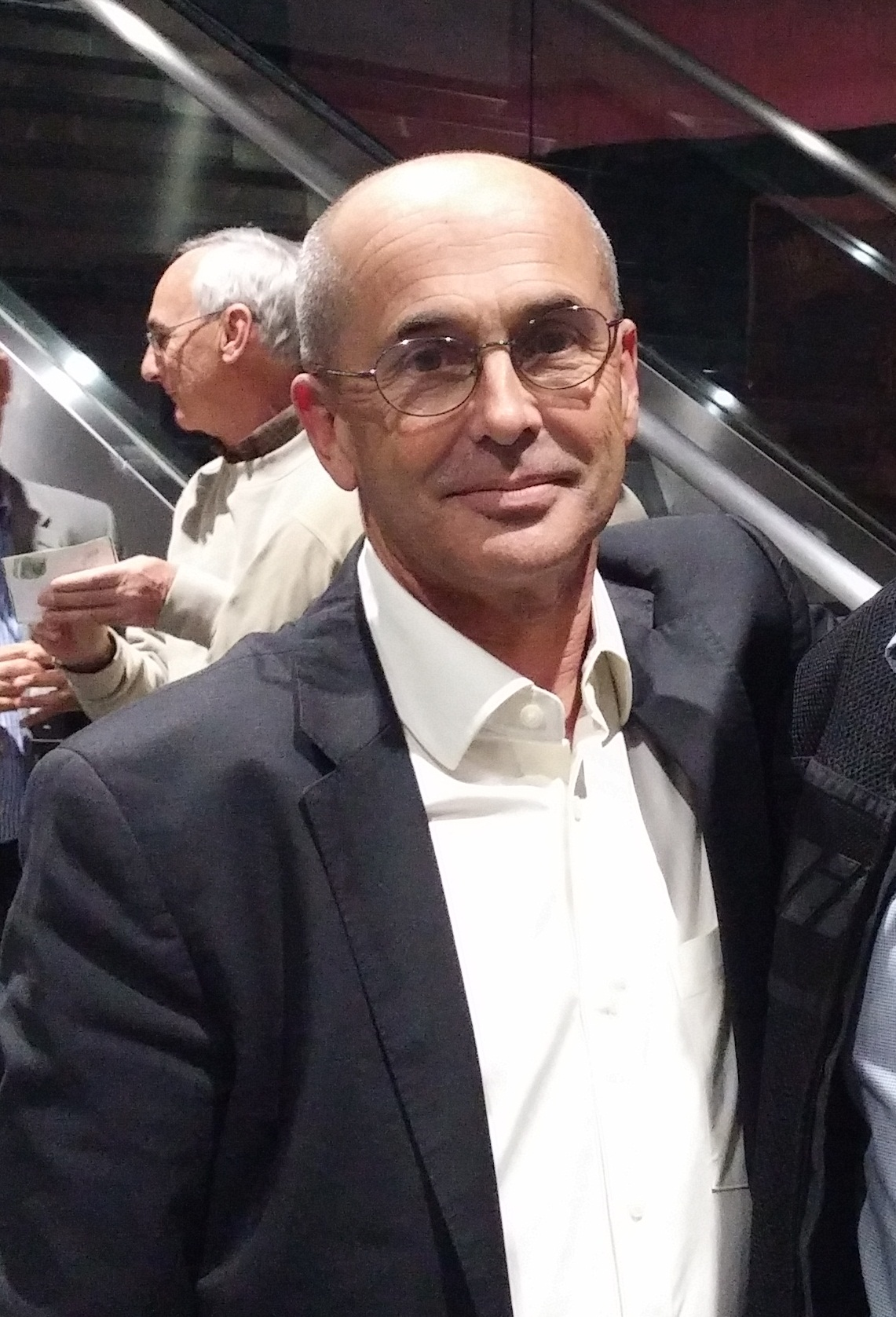
Don Winslow (2015)

Don Winslow (* 31. Oktober 1953 in New York City) ist ein US-amerikanischer Schriftsteller, der insbesondere für seine Kriminalromane und deren Verfilmungen bekannt ist.

## Leben
Don Winslow wurde in New York geboren und wuchs in Perryville an der Küste von Rhode Island auf. Sein Vater war Unteroffizier in der United States Navy, seine Mutter Bibliothekarin. Seine Großmutter arbeitete zuerst für den populistischen Politiker Huey Pierce Long und dann für den Mafioso Carlos Marcello, in dessen Haus in Algiers (New Orleans) Winslow mehrere Male eingeladen wurde.
Er studierte afrikanische Geschichte an der Universität von Nebraska. In den späten 1970er Jahren zog er zurück nach New York, arbeitete in Kinos, als Privatdetektiv, Safarileiter in Kenia und China, bis er ein weiteres Studium aufnahm, diesmal der Militärgeschichte. Ende der 1980er Jahre schrieb er seinen ersten Roman um den Privatdetektiv Neal Carey, dem vier weitere folgten. Mitte der 1990er Jahre zog er mit seiner Frau Jean und ihrem gemeinsamen Sohn Thomas nach Kalifornien, wo sie auf einer Farm in Julian leben.
Mit dem Roman The Death and Life of Bobby Z (1997; dt. Die Auferstehung des Bobby Z, 1997) hatte Winslow einen ersten großen Erfolg. Als sein Meisterwerk gilt der monumentale Roman The Power of the Dog (2005; dt. Tage der Toten, 2010) über den Drogenkrieg in Mexiko, für den er sechs Jahre lang recherchierte.
Als im Juli 2012 die Oliver-Stone-Verfilmung von Savages, für die er das Drehbuch schrieb, in die US-amerikanischen Kinos kam, stieg er endgültig in die Liga der ganz großen amerikanischen Krimiautoren auf. Gleichzeitig erschien sein neuer Roman The Kings of Cool (2012; dt. Kings of Cool, 2012), das Prequel zu Savages. Erzählt wird darin der Ursprung der kompromisslosen Dreiecksbeziehung zwischen Ben, Chon und Ophelia vor dem Hintergrund eines generationenübergreifenden Kampfs um das Dope, den Strand und letztlich ganz Kalifornien.
Winslow sah sich veranlasst, eine Fortsetzung von Tage der Toten zu schreiben. Diesen im selben Jahr 2015 auch in deutscher Übersetzung erschienenen Dokumentarroman Das Kartell widmete er drei Dutzend ermordeten Journalisten.
Winslow sieht sich als Kriminalschriftsteller, der unterhalten will, nicht als Politiker. Gleichwohl äußert er in Interviews sehr dezidierte Ansichten zu aktuellen politischen Problemen. So vertritt er die Meinung, dass das sogenannte mexikanische Drogenproblem ein Problem der unkontrollierbaren Grenze Mexikos zu Kalifornien sei, dem weltweit größten Supermarkt für Kokain, wo die Marihuana-Konsumenten zwar nur fair gehandelten Kaffee trinken und sich gleichzeitig keine Gedanken über die Herkunft der von ihnen konsumierten Drogen machen. Gegenüber der Frankfurter Allgemeinen Zeitung sprach er sich dafür aus, „sofort alle Drogen“ zu legalisieren, weil „ein Großteil der Verbrechen und der Korruption weltweit durch diese unglaublichen Geldmassen entsteht, die im Drogenhandel generiert werden“.
Er lebt in San Diego.

## Werke

### Die Neal-Carey-Reihe
1. 1991 A Cool Breeze on the Underground
  - Ein kalter Hauch im Untergrund, dt. von Ulrich Anders; München/Zürich: Piper 1997, ISBN 3-492-21895-4.
  - Neuübersetzung: London Undercover, dt. von Conny Lösch; Berlin: Suhrkamp 2015. ISBN 978-3-518-46580-6.
2. 1992 The Trail to Buddha's Mirror
  - Das Licht in Buddhas Spiegel, dt. von Ulrich Anders; München/Zürich: Piper 1997, ISBN 3-492-21979-9.
  - Neuübersetzung: China Girl, dt. von Conny Lösch; Berlin: Suhrkamp 2015. ISBN 978-3-518-46581-3.
3. 1993 Way Down on the High Lonely
  - Das Schlangental, dt. von Ulrich Anders; München/Zürich: Piper 1998, ISBN 3-492-22073-8.
  - Neuübersetzung: Way Down on the High Lonely, dt. von Conny Lösch; Berlin: Suhrkamp 2016. ISBN 978-3-518-46582-0
4. 1994 A Long Walk Up the Water Slide
  - A Long Walk Up the Water Slide, dt. von Conny Lösch; Berlin: Suhrkamp 2016. ISBN 978-3-518-46583-7
5. 1996 While Drowning in the Desert
  - Palm Desert, dt. von Conny Lösch; Berlin: Suhrkamp 2016. ISBN 978-3-518-46584-4

### Die Kartell-Saga
- 2005 The Power of the Dog, Knopf, New York, ISBN 978-0-375-40538-9. 
  - Tage der Toten, dt. von Chris Hirte; Suhrkamp, Berlin 2010, ISBN 978-3-518-46200-3.
- 2015 The Cartel (The Power of the Dog II), Knopf, New York, ISBN 978-1-101-87499-8. 
  - Das Kartell, dt. von Chris Hirte; Droemer Knaur, München 2015, ISBN 978-3-426-30429-7.
- 2019 The Border. William Morrow (Imprint von Harper Collins), New York, ISBN 978-0-06-266448-8. 
  - Jahre des Jägers, dt. von Conny Lösch; Droemer Knaur, München 2019, ISBN 978-3-426-30428-0.

### Die Danny-Ryan-Reihe
- 2022 City on Fire[6]
  - City on Fire, dt. von Conny Lösch; HarperCollins, Hamburg 2022, ISBN  978-3-749-90320-7.[7]
- 2023 City of Dreams
  - City of Dreams, dt. von Conny Lösch; HarperCollins, Hamburg 2023, ISBN 978-3-365-00169-1.
- 2024 City in Ruins
  - City in Ruins, dt. von Conny Lösch; HarperCollins, Hamburg 2024, ISBN 978-3-365-00566-8.

### Andere Romane
- 1996 Isle of Joy
  - Manhattan Blues, dt. von Hans-Joachim Maass; Piper, München/Zürich 1997, ISBN 3-492-03882-4.
  - auch als: Manhattan, gleiche Übersetzung; Suhrkamp, Berlin 2013. ISBN 978-3-518-46440-3.
- 1997 Death and Life of Bobby Z
  - Die Auferstehung des Bobby Z; dt. von Judith Schwaab; Blessing, München 1997, ISBN 3-89667-020-4.
  - auch als: Bobby Z., gleiche Übersetzung; Suhrkamp, Berlin 2011. ISBN 978-3-518-46245-4
- 1999 California Fire and Life
  - Die Sprache des Feuers, dt. von Chris Hirte; Suhrkamp, Berlin 2012, ISBN 978-3-518-46350-5.
- 2006 The Winter of Frankie Machine
  - Frankie Machine, dt. von Chris Hirte; Suhrkamp, Berlin 2009, ISBN 978-3-518-46121-1.
- 2008 The Dawn Patrol
  - Pacific Private, dt. von Conny Lösch, Suhrkamp, Berlin 2009, ISBN 978-3-518-46096-2.
- 2009 The Gentlemen's Hour
  - Pacific Paradise, dt. von Conny Lösch; Suhrkamp, Berlin 2010, ISBN 978-3-518-46172-3.
- 2010 Savages
  - Zeit des Zorns, dt. von Conny Lösch; Suhrkamp, Berlin 2011, ISBN 978-3-518-46300-0.
  - auch als: Savages – Zeit des Zorns, gleiche Übersetzung; Suhrkamp, Berlin 2014, ISBN 978-3-518-46489-2
- 2011 Satori
  - Satori, dt. von Conny Lösch; Heyne, München 2011, ISBN 978-3-453-40808-1.
- 2012 The Kings of Cool
  - Kings of Cool, dt. von Conny Lösch; Suhrkamp, Berlin 2012, ISBN 978-3-518-46400-7.
- 2014 Vengeance
  - Vergeltung, dt. von Conny Lösch; Suhrkamp, Berlin 2014, ISBN 978-3-518-46500-4.
- 2014 Missing. New York
  - Missing. New York, dt. von Chris Hirte; Droemer Knaur, München 2014, ISBN 978-3-426-30428-0.
- 2016 Germany
  - Germany, dt. von Conny Lösch; Droemer Knaur, München 2016, ISBN 978-3-426-30430-3.
- 2017 The Force
  - Corruption, dt. von Chris Hirte; Droemer Knaur, München 2017, ISBN 978-3-426-28168-0.

### Drehbücher
- 2001/2002 zwei Folgen der US-Fernsehserie UC:Undercover
- 2002 Full Ride (zusammen mit George Mills / Regie: Mark Hoeger)
- 2006 die Folge David and Goliath der US-Fernsehserie Close to Home
- 2012 Savages (zusammen mit Shane Salerno und Oliver Stone)

### Hörbücher
- Kings of Cool. Gelesen von Dietmar Wunder. Der Audio Verlag, Berlin 2012, ISBN 978-3-86231-227-6.
- Zeit des Zorns. Gelesen von Dietmar Wunder. Der Audio Verlag, Berlin 2011, ISBN 978-3-86231-105-7.
- Die Sprache des Feuers. Gelesen von Dietmar Wunder. Der Audio Verlag, Berlin 2012, ISBN 978-3-86231-175-0.
- Tage der Toten. Gelesen von Dietmar Wunder. Der Audio Verlag, Berlin 2012, ISBN 978-3-86231-225-2.
- Satori. Gelesen von Frank Arnold. Random House Audio, 2011.
- Missing. New York. Gelesen von Martin Keßler. Argon Verlag, 2014.
- Das Kartell. Gelesen von Dietmar Wunder. Lübbe Audio, 2015.
- Corruption. Gelesen von Dietmar Wunder. Lübbe Audio, 2017.
- Jahre des Jägers. Gelesen von Dietmar Wunder. (4 MP3-CDs 1787 min.) Lübbe Audio, Köln 2019. ISBN 978-3-7857-5977-6

### Sachbücher
- mit Peter Maslowski: Looking for a Hero: Staff Sergeant Joe Ronnie Hooper and the Vietnam War, University of Nebraska Press 2004

## Auszeichnungen
- 1994 Maltese Falcon Award für A Cool Breeze on the Underground
- 2000 Shamus Award für California Fire and Life
- 2009 Palle-Rosenkrantz-Preis für Frankie Machines sidste vinter (Original: The Winter of Frankie Machine)
- 2010 Krimi des Jahres 2009 (Platz 5) in der KrimiWelt-Bestenliste für Frankie Machine
- 2010 Maltese Falcon Award für The Power of the Dog
- 2011 Krimi des Jahres 2010 (Platz 1) in der KrimiWelt-Bestenliste für Tage der Toten
- 2011 Deutscher Krimi Preis – International 1. Platz für Tage der Toten
- 2011 T. Jefferson Parker Book Award für Savages
- 2012 Deutscher Krimi Preis – International 2. Platz für Zeit des Zorns
- 2015 Premio RBA de Novela Negra (Spanien) für The Cartel
- 2015 Los Angeles Times Book Prize für The Cartel
- 2016 Maltese Falcon Award für Missing
- 2017 Prix Mystère de la critique für Cartel

## Verfilmungen
- 2007: Kill Bobby Z (The Death and Life of Bobby Z)
- 2012: Savages